# Asyndetus wusuensis
Asyndetus wusuensis är en tvåvingeart som beskrevs av Wang och Yang 2005. Asyndetus wusuensis ingår i släktet Asyndetus och familjen styltflugor. Inga underarter finns listade i Catalogue of Life.